# Xã Hamilton, Quận Sullivan, Indiana
Xã Hamilton (tiếng Anh: Hamilton Township) là một xã thuộc quận Sullivan, tiểu bang Indiana, Hoa Kỳ. Năm 2010, dân số của xã này là 6.869 người và 3,211 ngôi nhà.

## Địa lý
Theo điều tra dân số năm 2010, xã có tổng diện tích 60,91 mét vuông (655,6 foot vuông), trong đó 59,58 mét vuông (641,3 foot vuông) (hoặc 97,82%) là đất và 1,33 dặm vuông Anh (3,4 km2) (hoặc 2,18%) là nước.

### Thành phố, xã, làng mạc
- Sullivan (quận lỵ)

### Xã chưa hợp nhất
- Benefiel Corner tại 39°07′42″B 87°24′32″T / 39,128375°B 87,408908°T
- Glendora tại 39°07′41″B 87°21′46″T / 39,128098°B 87,362796°T
- Jackson Hill tại 39°10′06″B 87°21′43″T / 39,168375°B 87,361963°T
- Massacre tại 39°09′21″B 87°24′27″T / 39,155875°B 87,407519°T

(Danh sách này dựa trên dữ liệu của USGS và có thể bao gồm các khu định cư trước đây.)

### Các khu đô thị liền kề
- Xã Curry (phía bắc)
- Xã Jackson (phía đông bắc)
- Xã Cass (phía đông)
- Xã Haddon (phía nam)
- Xã Gill (tây nam)
- Xã Turman (phía tây)
- Xã Fairbanks (phía tây bắc)

### Nghĩa trang
Xã có ít nhất 12 nghĩa trang: Brodie, Center Ridge, Coffman, Free, Good Hope, Little Flock, Moore, Morgan, Palmers Prairie, Spencer, Timmons and Walls.

### Sân bay và bãi đáp
- Sân bay Quận Sullivan

### Địa danh
- Công viên Quận Sullivan

## Các khu học chính
- Công ty Cổ phần Trường học Tây Nam

## Khu chính trị
- Khu dân biểu thứ 8 của Indiana
- Nhà nước Quận 45
- Thượng viện Tiểu bang Quận 39